# The Soundhouse Tapes
The Soundhouse Tapes es el EP debut de Iron Maiden, y contiene las primeras grabaciones de la banda. Publicado el 9 de noviembre de 1979, contiene tres canciones extraídas de la cinta de demostración grabada en Spaceward Studios los días 30 y 31 de diciembre de 1978. Los tres temas ("Iron Maiden", "Invasion" y "Prowler") aparecen en una forma más áspera de lo que lo harían en el álbum de estudio debut homónimo de la banda y los singles posteriores, ya que todos fueron grabados en una sola sesión.
Aunque las grandes cadenas de distribución intentaron encargar grandes cantidades del disco, la banda sólo distribuyó 5.000 copias, disponibles únicamente por correo, que se agotaron en pocas semanas. Debido a ello, el EP es ahora un valioso objeto de coleccionista, que se ha llegado a vender por hasta 1.750 libras en subastas en línea.

## Antecedentes y grabación
En medio del apogeo del punk rock en el Reino Unido, Iron Maiden luchó por conseguir conciertos en el East End de Londres y decidió que una demostración sería una forma ideal de tratar de remediar esto. La banda decidió grabar en Spaceward Studios, Cambridge, después de escuchar una cinta de demostración grabada allí por la banda del ex vocalista Dennis Wilcock, V1. Aunque esto sería más caro que grabar en Londres, el bajista Steve Harris comenta: "Decidimos que hacerlo barato era una economía falsa. Sabíamos que probablemente sólo tendríamos una oportunidad y queríamos que sonara lo mejor posible".
Para ahorrar dinero, la banda reservó una sesión el fin de semana de Nochevieja de 1978 (30/31 de diciembre) que les costó 200 libras, y grabaron cuatro canciones, "Prowler", "Invasion", "Strange World" y "Iron Maiden". Harris afirma: "No sabíamos qué esperar al entrar en el estudio por primera vez. Sólo esperábamos que el ingeniero fuera lo bastante bueno como para grabarnos, y eso era todo. Fuimos con una actitud ingenua y, la verdad, salió bastante bien. Las canciones ya estaban muy unidas. No tuvimos que hacer muchos arreglos. Estaban muy ajustadas, porque las tocábamos en vivo todo el tiempo. Sabíamos exactamente lo que teníamos que hacer. Sólo era cuestión de si podríamos grabarlo todo a tiempo. Pero entramos y las pistas se grabaron muy rápido. Creo que hicimos la mayoría en la primera toma".
Después de esta sesión de Nochevieja, la banda tenía que volver unas semanas más tarde para remezclar y regrabar algunas partes, pero, según el guitarrista Dave Murray, "nos querían sacar 50 libras más por la cinta original y no la teníamos en ese momento. Y cuando volvimos, dos semanas más tarde, ¡ya habían borrado el máster y puesto otra cosa encima! No nos lo podíamos creer. Así que, al final, tuvimos que publicarlo tal y como estaba, que era todo de esa loca sesión en Cambridge en Nochevieja". En defensa de las acciones de Spaceward, Mike Kemp, el ingeniero, ha declarado desde entonces que "éramos tan pobres como ellos y tampoco podíamos permitirnos guardar cintas multipista de 60 libras para cada banda.... Hacíamos lo que podíamos: creo que por 5 libras a la semana las guardábamos hasta que se pagaban o hasta que el grupo decidía no conservarlas más, por ejemplo, después de una remezcla. Es de suponer que no tomaron esa opción".

## Distribución y lanzamiento del EP
Poco tiempo después, Harris y Murray le presentaron una copia de la cinta a un DJ llamado Neal Kay, que entonces dirigía un club de heavy metal en Kingsbury, al noroeste de Londres, llamado Bandwagon Soundhouse. Impresionado con la demostración, Kay comenzó a reproducir la cinta con fuerza y, finalmente, "Prowler" alcanzó el número 1 en las listas de Soundhouse, que se publicaron en la revista Sounds. Además de obtener la exposición de la banda en Sounds, la cinta de demostración también llegó a Rod Smallwood, quien pronto se convertiría en el gerente del grupo y los ayudaría a adquirir su contrato discográfico con EMI Records en diciembre de 1979.
A finales de 1979, mientras esperaban firmar su contrato con EMI, la banda decidió lanzar la demo en su propio sello, Rock Hard Records, el 9 de noviembre de 1979. Titulado The Soundhouse Tapes en honor al club de Kay, Steve Harris explica que decidieron lanzar el EP "porque dondequiera que íbamos nos iba muy bien en los conciertos, y luego todos esos fans preguntaban dónde podían comprar uno de nuestros discos y cuando les dijimos que aún no había ninguno, no podían creerlo. Habían visto las listas de éxitos en Sounds y muchos de ellos simplemente asumieron que ya debíamos tener un contrato discográfico de algún tipo, pero no lo hicimos. No entonces. Entonces, dirían, 'Bueno, ¿dónde podemos obtener una copia de la cinta?' Y creo que ahí fue cuando realmente se nos ocurrió la idea de sacar la demo de Spaceward como un disco real". Aunque la demo original incluía cuatro canciones, "Strange World" quedó excluida del disco porque el grupo no estaba satisfecho con la calidad de la producción del tema.

## Recepción y legado
El grupo decidió publicar el EP como recuerdo para los fans, pero sólo imprimió 5.000 copias, 3.000 de las cuales se vendieron por correo en la primera semana. El EP tuvo tanto éxito que Rod Smallwood cuenta que varios fans pidieron copias de The Soundhouse Tapes en sus tiendas de discos locales, hasta el punto de que HMV y Virgin intentaron encargar 20.000 copias cada una. Smallwood afirma: "Podríamos habernos forrado en ese momento. Era nuestro disco, no de EMI, y podríamos haber ganado lo suficiente para saldar nuestras deudas, si hubiéramos querido. Pero no hubo manera. Realmente era algo especial para los verdaderos fans acérrimos de Maiden, y ya lo habíamos dejado bastante claro. Si hubiéramos cambiado de opinión, sólo para conseguir un poco de dinero, habríamos vendido a los chicos que se habían tomado la molestia de enviar una de las 5.000 copias originales. Pensamos: 'No, esperaremos a hacerlo bien con EMI'".
Hoy en día, el EP se considera una valiosa pieza de coleccionista, y Record Collector informó en 2011 de que se han llegado a comprar copias del original por hasta 800 libras. Los tres temas que lo componen, junto con la grabación inédita de "Strange World" de las mismas sesiones, se reeditaron más tarde en la edición de 4 LP del primer álbum recopilatorio de la banda, Best of the Beast. Como declaró el antiguo editor de la revista alemana Rock Hard, Götz Kühnemund, Iron Maiden fueron (y siguen siendo) la inspiración de todos los grupos de heavy metal que conocemos hoy en día porque son un grupo intrínsecamente de heavy metal. Es igual de importante para los que tocan power metal, speed, thrash, death, black, hard rock... casi todos los géneros. Iron Maiden tomó el hard rock de los 70, lo llevó a los 80 y creó un nuevo género que no existía antes. Esta banda, con el demo The Soundhouse Tapes, de distribución independiente, introdujo un enfoque DIY en toda la música rock e inspiró a las siguientes generaciones de bandas emergentes de todo el mundo.

## Lista de canciones
| The Soundhouse Tapes |               |              |          |  |
| N.º                  | Título        | Escritor(es) | Duración |  |
| 1.                   | «Iron Maiden» | Steve Harris | 4:01     |  |
| 2.                   | «Invasion»    | Harris       | 3:07     |  |
| 3.                   | «Prowler»     | Harris       | 4:20     |  |
| 11.28                |               |              |          |  |

## Integrantes
- Steve Harris - Bajo eléctrico.
- Paul Di'Anno - Voz.
- Dave Murray - Guitarra eléctrica.
- Paul Cairns - Guitarra eléctrica. (Sin acreditar)[14][15]
- Doug Sampson - Batería.

### Producción
- Mike Kemp - Ingeniero[16]
- Gary Lucas - Mezclador[16]